# Bernlef (dichter)

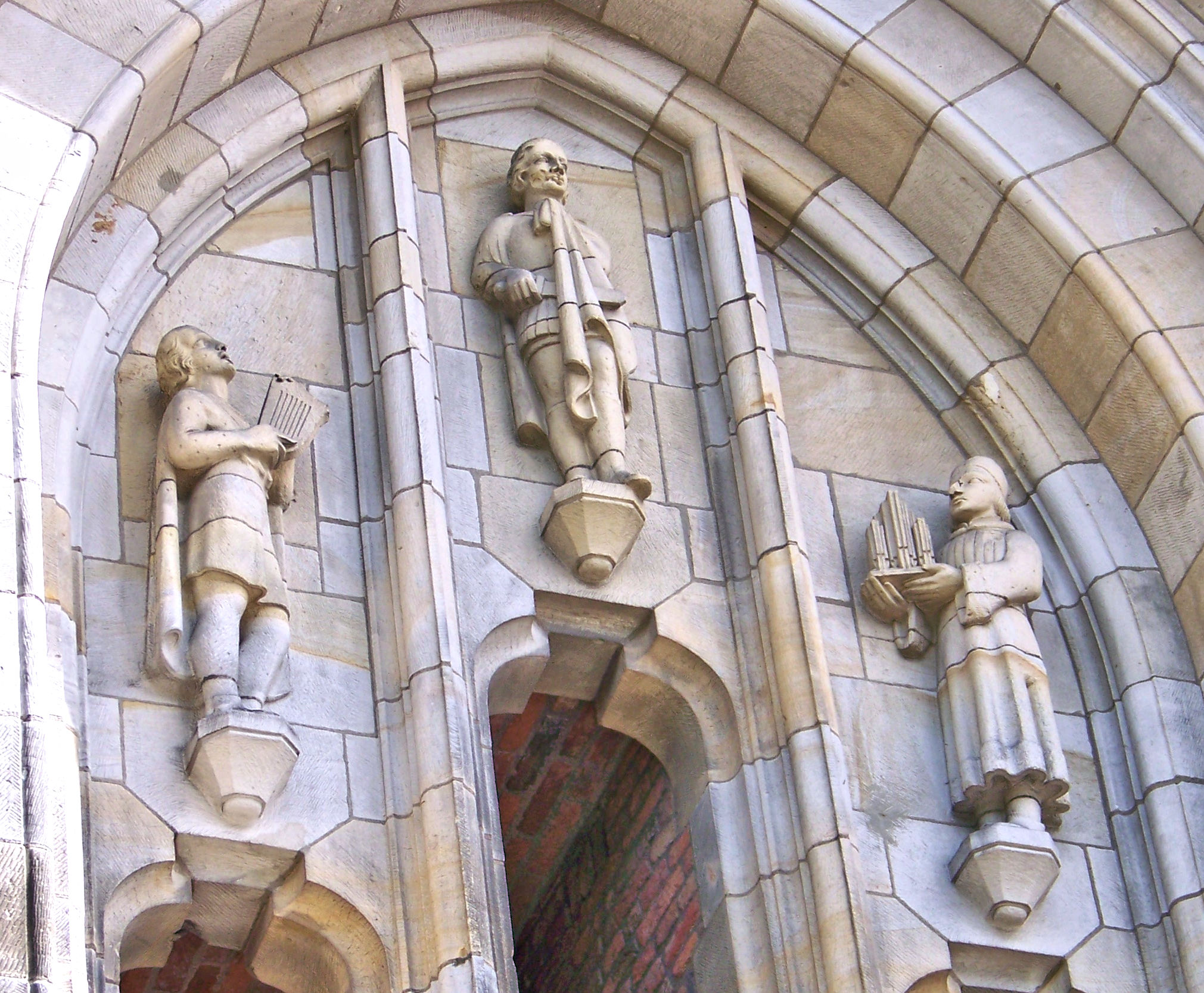
Beelden van Bernlef, Sint Maarten en Agricola aan de Martinitoren in Groningen (Willem Valk, 1940)

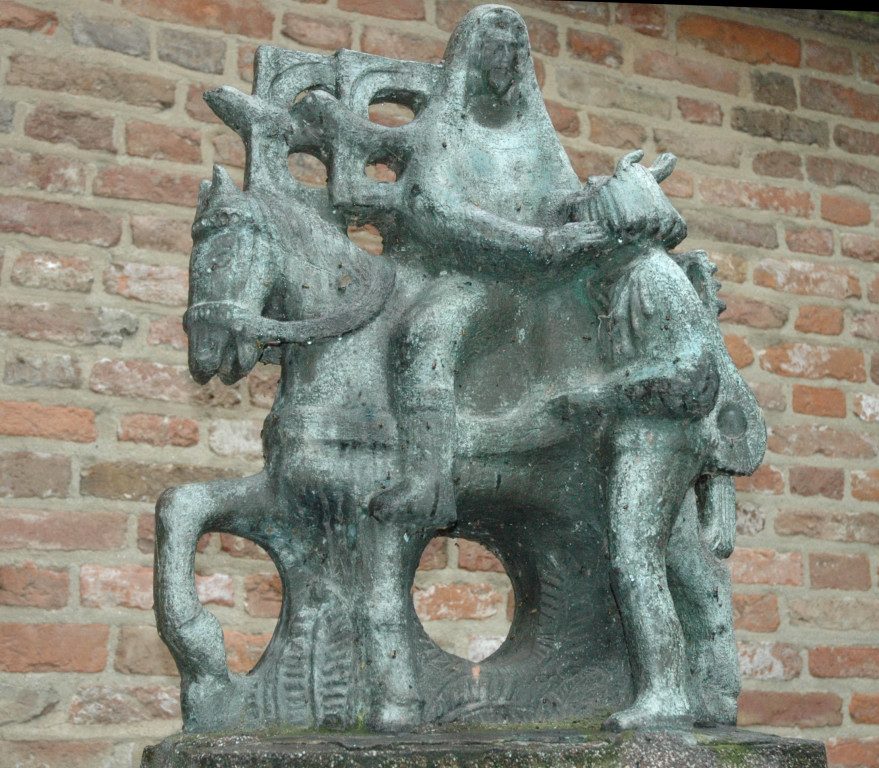
Beeld van Liudger en Bernlef in Lochem (Henk Carlier, 1976)

Bernlef (8e eeuw) was een Friese dichter (bard) die rond 785 leefde. Hij was blind en zou zijn geboren in Warffum, dat tegenwoordig in de Nederlandse provincie Groningen ligt.
Van deze oude dichter is niet veel bekend. Geen enkele tekst van hem is bewaard gebleven. Een gevel van de Martinitoren in de stad Groningen bevat een beeld van hem, hoewel niet bekend is hoe Bernlef eruit heeft gezien. De Friessprekende geestelijke Liudger werd op het einde van de 8e eeuw naar het noorden gezonden om te missioneren in het nieuw veroverde gebied (Groningen en westelijke deel van Oost-Friesland). Bij deze gelegenheid ontmoette hij de Friese bard Bernlef. Volgens Liudgers neef Altfridus ontmoette de geestelijke Liudger de blinde zanger op een missiereis in Helwerd in Fivelgo (huidige provincie Groningen), waar de Utrechtse priester gastvrij werd ontvangen. In die tijd lag Helwerd aan de kust.
Tijdens de maaltijd bezong Bernlef de grote daden van zijn voorvaderen en de oorlogen van de Friese koningen in zijn volkstaal. De bard was vriendelijk en humoristisch en was dan ook bij iedereen geliefd. Volgens het wonderverhaal genas Liudger de bard Bernlef van zijn blindheid, waarna de laatste bekeerd werd tot het christendom. Bernlef reisde mee met zijn weldoener en zijn populariteit onder de bevolking kwam goed van pas. Voortaan zong hij alleen nog maar psalmen.

## Vernoemingen
Een tweetal studentenverenigingen is naar hem vernoemd: de Gereformeerde Studentenvereniging It Bernlef Ielde in Leeuwarden en in Groningen de vereniging van Friese studenten (F.F.J. Bernlef).
De Nederlandse schrijver Hendrik Jan Marsman gebruikte het pseudoniem J. Bernlef.